# Chroesthes lanceolata
Chroesthes lanceolata là một loài thực vật có hoa trong họ Ô rô. Loài này được (T.Anderson) B.Hansen mô tả khoa học đầu tiên năm 1983.